# Arkadiusz Nakoniecznik
Arkadiusz Mieczysław Nakoniecznik (ur. 1963) – polski tłumacz literatury fantastycznej, sensacyjnej, ale także z głównego nurtu. Autor kilkudziesięciu przekładów z języka angielskiego.
W latach 2003–2005 był redaktorem naczelnym Nowej Fantastyki, a w roku 2006 – miesięcznika Alfred Hitchcock poleca.
W 2007 na uroczystości Z okazji 25-lecia pisma „Fantastyka” został odznaczony przez ministra kultury i dziedzictwa narodowego Kazimierza Michała Ujazdowskiego Brązowym Medalem „Zasłużony Kulturze Gloria Artis”.

## Wybrane tłumaczenia
- Stephen King Christine, Miasteczko Salem, Worek kości
- Michael Crichton Jurassic Park
- Ken Follett Noc nad oceanem
- Larry Niven Pierścień
- Frederick Forsyth Psy wojny, Pięść Boga
- William Golding Rytuały morza
- Robert Ludlum Ultimatum Bourne’a
- Dan Simmons Hyperion
- Gene Wolfe cykl Księga Nowego Słońca